# Linda Hedmark
Linda Yvonne Hedmark, född Knowles den 28 april 1946 i Storbritannien, en brittisk och svensk friidrottare (höjdhopp och mångkamp). 
Hedmark (då Knowles) inledde sin idrottsbana som höjdhoppare och tävlade då för Storbritannien. Vid europamästerskapen i Belgrad år 1962 tog hon brons. Vid OS i Tokyo år 1964 kom hon på 22:a plats. Vid europamästerskapen i Prag 1967 tog hon silvermedalj.
Hon flyttade senare till Sverige och blev svensk medborgare. Som sådan tävlade hon för klubben Hässelby SK och vann SM i både höjdhopp och femkamp. Hon gifte sig 1968 med den svenske spjutkastaren Lennart Hedmark.

## Personliga rekord
Utomhus 
- Höjdhopp – 1,74 (Stockholm 6 juli 1971 [5][6]

### Fotnoter
1. 1 2  ”European Athletics Championships - Beograd 1962” (på engelska). european-athletics.org. https://www.european-athletics.org/competitions/european-athletics-championships/history/year=1962/results/index.html. Läst 14 augusti 2019.
2. 1 2  ”European Athletics Indoor Championships - Prague 1967” (på engelska). european-athletics.org. https://www.european-athletics.org/competitions/european-athletics-indoor-championships/history/year=1967/results/index.html. Läst 14 augusti 2019.
3. ↑  ”Athletics at the 1964 Tokyo Summer Games: Women's High Jump” (på engelska). sports-reference.com. Arkiverad från originalet den 17 april 2020. https://web.archive.org/web/20200417174317/https://www.sports-reference.com/olympics/summer/1964/ATH/womens-high-jump.html. Läst 14 augusti 2019.
4. ↑  Dagens Nyheter, 25 februari 1969, sid. 25
5. ↑  ”Personsida på IAAF:s webbplats” (på engelska). iaaf.org. https://www.iaaf.org/athletes/sweden/linda-hedmark-014384583. Läst 14 augusti 2019.
6. ↑  ”Personsida på European Athletics' webbplats” (på engelska). european-athletics.org. https://www.european-athletics.org/athletes/group=h/athlete=265561-hedmark-linda/index.html. Läst 14 augusti 2019.